# Handelsanställdas a-kassa
Handelsanställdas Arbetslöshetskassa är den arbetslöshetskassa vars verksamhetsområde innefattar (detalj-)handel, frisörer, lagerarbetare m.fl.  Alla arbetslöshetskassor granskas av tillsynsmyndigheten Inspektionen för arbetslöshetsförsäkringen, IAF . 
Handelsanställdas Arbetslöshetskassas hade i början av 2015 över 166 000 medlemmar och antalet medlemmar har ökat något de senaste åren.

## Uppgift
Handelsanställdas Arbetslöshetskassas uppgift är att betala ut arbetslöshetsersättning till medlemmar vid arbetslöshet i enlighet med bestämmelserna i lag (1997:238) om arbetslöshetsförsäkring, ALF. Arbetslöshetsförsäkringen kompenserar för viss del av inkomstbortfallet vid arbetslöshet. Verksamheten bedrivs i enlighet med lag (1997:239) om arbetslöshetskassor, LAK och Handelsanställdas Arbetslöshetskassas stadgar.
Arbetslöshetskassorna är inga myndigheter men bedriver myndighetsutövning när beslut fattas i ersättningsärenden och i ärenden om in- och utträden. 

## Organisation
Verksamheten leds av en kassaföreståndare. Handelsanställdas Arbetslöshetskassa är medlem i Arbetslöshetskassornas Samorganisation.
Organisationsnummer: 846001-4353

## Verksamhetsområde
Handelsanställdas Arbetslöshetskassas verksamhetsområde är begränsat och de som kan ansöka om medlemskap jobbar inom/på:
- butikspersonal
- lagerarbetare
- frisör
- cirkelledare
- säljare på Folksam
- kulturarbetare
- yrkesfiskare som bor i Sverige

Man kan även begära inträde om man hade sitt senaste arbete inom verksamhetsområdet.